# Компьютер в каждый дом
Программа «Компьютер в каждый дом» — проект федеральной целевой программы, разработанный Министерством информационных технологий и связи (Мининформсвязи) Российской Федерации, проходивший пилотную стадию в 2007—2008 годах в России. Проект предполагал дать возможность жителям России заказать один из вариантов недорогого персонального компьютер в отделении почтовой связи, оплатить и получить его с доставкой на дом. По результатам пилотного проекта программа не была принята. Параметры, заложенные в проекте, вызвали критику в адрес Министерства в части избыточных ограничений конкуренции.

## Заявленные цели проекта
- облегчение доступа к современным информационно-коммуникационным технологиям для всех граждан России;
- содействие обеспечению конституционных прав граждан на свободный поиск, получение, передачу, производство и распространение информации, в том числе с использованием общедоступных информационных сетей;
- повышение уровня компьютерной грамотности населения Российской Федерации;
- рост количества персональных компьютеров на душу населения;
- содействие росту образованности и занятости населения, а также по предотвращению такого явления как «утечки мозгов».

— Программа «Компьютер в каждый дом»

## Ход реализации
Приём заказов в рамках программы был начат 21 февраля 2007 года.
Реализовался в Архангельской, Томской, Челябинской областях и Краснодарском крае.
5 декабря 2007 года федеральная антимонопольная служба возбудила дело о нарушении антимонопольного законодательства в отношении министерства информационных технологий и связи по программе «Компьютер в каждый дом».
21 января 2008 состоялось первое заседание по делу, в ходе которого сотрудники Мининформсвязи сообщили, что по устному распоряжению руководства выполнение программы прекращено.
12 мая 2008 была свёрнута, а в июне ФАС закрыла дело в отношении Министерства связи и массовых коммуникаций.
Доменное имя «pcdom.ru», использовавшееся для проекта, по состоянию на 2020 год, к нему не относится.

## Участники
- Мининформсвязи — осуществление общей координации
- ФГУП «Почта России» — логистика
- Корпорации Intel, Microsoft — поставка компонентов и программного обеспечения
- ООО «УСП Компьюлинк», ЗАО «Крафтвэй Корпорэйшн ПЛС» — производство (сборка, тестирование, сервис)

## Критика
В проектной документации были заложены значительные ограничения конкуренции. Так, на конкурс производителей компьютерной техники приглашались юридические лица, являвшиеся авторизованными партнёрами Компаний-спонсоров Программы (корпораций Intel и Microsoft). Для производства компьютеров должны были использоваться процессоры компании Intel и лицензионное программное обеспечение компании Microsoft. Таким образом, к участию к программе не были допущены продукты корпорации AMD и первоначально не рассматривался вопрос об использовании свободного программного обеспечения.
С 20 августа 2007 года появилась возможность заказа компьютеров с предустановленной ОС на основе GNU/Linux и офисным пакетом OpenOffice.org, однако:
- Цена при этом снижалась всего на 1000 рублей;
- Устанавливались предупреждения о том, что ПО для Windows и «ОС Linux» несовместимы, но нет обратного. Wine, позволяющий выполнять приложения для ОС Microsoft Windows, упоминался только как «эмулятор», с помощью которого может работать «часть» такого ПО.[8][9];
- Все иллюстрации на сайте содержали упоминание только ОС «Windows NT»;
- Вариант «Linux» был доступен для 3 видов компьютеров из 4. («Решение об установке ОС Linux на ноутбук должно было приниматься по результатам эксплуатации настольных ПК с ОС Linux.»[8]
- Отсутствовали необходимые технические подробности: для GNU/Linux указывалось «Linux, Open Office» (OpenOffice.org), в то время, как для Windows NT указывались точные варианты дистрибутива и версии пакетов программ.